# Caleb Smith
Caleb Anthony Smith (Huntsville, 28 luglio 1991) è un giocatore di baseball statunitense, che gioca nel ruolo di lanciatore svincolato della Major League Baseball (MLB).